# دنباله‌دار بزرگ

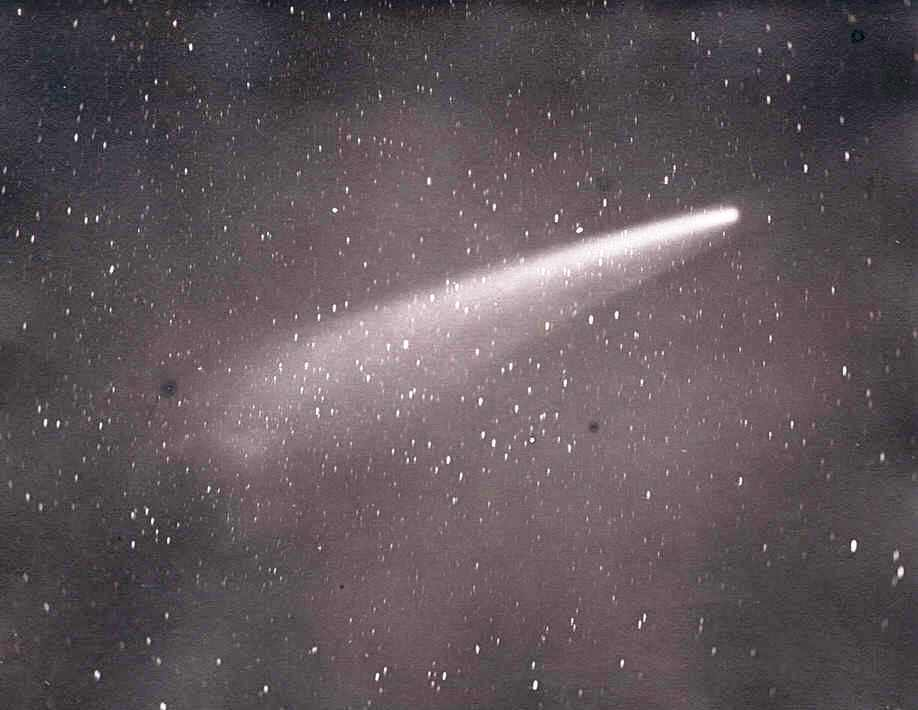
نگاره‌ای از دنباله‌دار بزرگ ۱۸۸۲ که در کیپ‌تاون، آفریقای جنوبی گرفته شده‌است.

دنباله‌دار بزرگ شمار کمی از دنباله‌دارها هستند که دیدنی و قابل‌توجه و چشمگیر هستند، تنها باید مجموعه‌ای از شرایط رخ‌دهد. دنباله‌دارها آن‌قدر بزرگ نیستند که با چشم غیرمسلح دیده‌شوند؛ با این حال، وقتی به خورشید نزدیک می‌شوند، مقداری از یخ‌های سطح هستهٔ آن‌ها تبخیر می‌شود و حجم زیادی از گاز و گرد و غبار آن‌ها فرار می‌کند و جو یا (گیسوی) دنباله‌دار و دم‌های بسیار بزرگی شکل می‌گیرد که دیدنی و قابل‌توجه است. اگر این شرایط رخ‌دهد، دنباله‌دار بزرگ‌تر خواهد شد. علاوه بر این، اگر دنباله‌دار به زمین نزدیک شود و دم آن به آسانی دیده‌شود، عنوان دنباله‌دار بزرگ را به خود می‌گیرد. در هر دو مورد، دنباله‌دار بزرگ باید در آسمان تاریک دیده ‌شود. نخستین دنباله‌دار بزرگ در زمستان سال 372 یا 373 پیش از میلاد  در آسمان دیده‌شد.
به‌طور کلی ۳ شاخص می‌تواند یک دنباله‌دار را به یک دنباله‌دار بزرگ تبدیل کند: داشتن یک هسته بزرگ و فعال، گذر از نزدیک خورشید و گذر از نزدیک زمین. اما گاهی یک دنباله‌دار حتی با داشتن دو شاخص هم می‌تواند قابل توجه و چشمگیر باشد. به عنوان مثال دنباله‌دار هیل-باپ آن‌چنان‌که باید از نزدیکی خورشید عبور نکرد اما دنباله‌دار بسیار درخشان و مشهوری شد یا مثلاً دنباله‌دار هایاکوتاکه یک دنباله‌دار نسبتاً کوچک بود اما به سبب گذر از فاصلهٔ بسیار نزدیک به زمین، به‌صورت دنباله‌داری درخشان دیده شد.

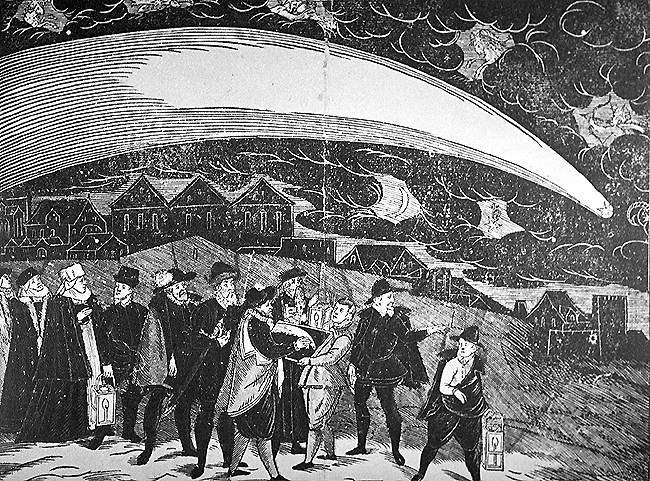
دنباله‌دار بزرگ ۱۵۷۷, منقوش در یک حکاکی روی چوب، پراگ

در مجموع، تعریفی رسمی از «دنباله‌دار بزرگ» به تنهایی، در دست نیست مگر آن که این لفظ با نام دنباله‌دار خاصی (دست کم به سال پدیدار شدنش) پیوسته باشد، و در چنین حالتی پیش‌واژهٔ دنباله‌دار بزرگ نمایان‌گر این واقعیت است که جرم مورد گفتگو به اندازهٔ کافی درخشان و چشم‌گیر بوده که در خارج از حلقهٔ جامعهٔ اخترشناسی و کسانی که آسمان را رصد می‌کنند و به دنبال یافتنی‌ها هستند، توجه دیگران را هم به خوبی به خود جلب کرده‌است.
دنباله‌دار بزرگ بسیار نادر است. به‌طور متوسط، تنها یک دنباله‌دار بزرگ در یک دهه ظاهر خواهد شد. اگرچه دنباله‌دارها به‌طور رسمی به نام کاشفان خود نام‌گذاری می‌شوند، دنباله‌دارهای بزرگ گاه با سالی که در آن به نظر بزرگ رسیده‌اند، با استفاده از فرمول "دنباله دار بزرگ …" به دنبال آن اشاره به سال.

## لیست برخی دنباله دار های بزرگ
- دنباله دار بزرگ 1402
- دنباله دار بزرگ 1472
- دنباله دار بزرگ 1577
- دنباله دار بزرگ 1680
- دنباله دار بزرگ 1843
- دنباله‌دار بزرگ ۱۸۸۲
- دنباله‌دار هالی
- دنباله دار ایکیا-سکی (1965)
- دنباله دار وست (1976)
- دنباله‌دار هایاکوتاکه (1996)
- دنباله‌دار هیل-باپ (1997)
- دنباله دار مک نات (2007)
- سی۲۰۱۱ دبلیو۳ (لاوجوی) (2011)